# Parawixia guatemalensis
Parawixia guatemalensis är en spindelart som först beskrevs av O. Pickard-Cambridge 1889.  Parawixia guatemalensis ingår i släktet Parawixia och familjen hjulspindlar. Inga underarter finns listade i Catalogue of Life.